# Ronda de Spa-Francorchamps de Fórmula 2 2019
La ronda de Spa-Francorchamps de 2019 fue la novena ronda de la temporada 2019 del Campeonato de Fórmula 2 de la FIA. Se disputó los días 30 y 31 de agosto en el Circuito de Spa-Francorchamps, localizado en Francorchamps, provincia de Lieja (Bélgica). La ronda se disputó como soporte al Gran Premio de Bélgica de Fórmula 1.
En esta carrera se produjo el fallecimiento de Anthoine Hubert, piloto de Arden, producto de un accidente en la segunda vuelta de la carrera larga. El vehículo de Hubert recibió un fuerte impacto perpendicular proveniente de Juan Manuel Correa, quien no tuvo tiempo para poder esquivarlo, en lo que fue un incidente que involucró a otros dos vehículos. Pasada la hora luego del accidente, el piloto perdió la vida.

## Previa

### Lista de escuderías y pilotos
Para la ronda hubo un cambio de piloto, con respecto a la ronda anterior, fue la salida en Campos Racing de Arjun Maini por Marino Sato, piloto que fue confirmado para disputar el resto de la temporada con el equipo.
| Escudería                     | N.º | Piloto               |
| ----------------------------- | --- | -------------------- |
| Carlin                        | 1   | Louis Delétraz       |
| Carlin                        | 2   | Nobuharu Matsushita  |
| ART Grand Prix                | 3   | Nikita Mazepin       |
| ART Grand Prix                | 4   | Nyck de Vries        |
| DAMS                          | 5   | Sérgio Sette Câmara  |
| DAMS                          | 6   | Nicholas Latifi      |
| UNI-Virtuosi Racing           | 7   | Guanyu Zhou          |
| UNI-Virtuosi Racing           | 8   | Luca Ghiotto         |
| PREMA Racing                  | 9   | Mick Schumacher      |
| PREMA Racing                  | 10  | Sean Gelael          |
| Sauber Junior Team by Charouz | 11  | Callum Ilott         |
| Sauber Junior Team by Charouz | 12  | Juan Manuel Correa   |
| Campos Racing                 | 14  | Marino Sato          |
| Campos Racing                 | 15  | Jack Aitken          |
| MP Motorsport                 | 16  | Jordan King          |
| MP Motorsport                 | 17  | Mahaveer Raghunathan |
| BWT Arden                     | 18  | Tatiana Calderón     |
| BWT Arden                     | 19  | Anthoine Hubert      |
| Trident                       | 20  | Giuliano Alesi       |
| Trident                       | 21  | Ralph Boschung       |
| Fuentes:                      |     |                      |

Todos los pilotos usaron los chasis Dallara F2 2018, con motor Mecachrome V6 Turbo y neumáticos Pirelli, que para este fin de semana proveyó neumáticos en formato de medios y blandos.
En la pausa entre esta ronda y la anterior, falleció Jean-Paul Driot, fundador de la escudería DAMS, por lo que en esta ronda los monoplazas del equipo se mostraron con homenajes. Mientras que los actuales pilotos latinoamericanos de la temporada, Juan Manuel Correa y Tatiana Calderón, disputarón una sesión de entrenamientos privados junto a la escudería Alfa Romeo Racing de Fórmula 1 durante el viernes 23 y sábado 24 de agosto en el circuito Paul Ricard con el monoplaza Sauber C32. Calderón es piloto de pruebas del equipo, mientras que Correa participa como piloto de desarrollo.

### Campeonato
En el campeonato de pilotos Nyck de Vries llegó como líder 196 puntos, en segundo y tercer lugar se encontraban los pilotos de la escudería DAMS, Nicholas Latifi y Sérgio Sette Câmara, con 166 y 141 puntos respectivamente. El equipo DAMS es líder del campeonato de escuderías, UNI-Virtuosi Racing se encuentra en el segundo lugar y ART Grand Prix en el tercero.

## Crónica

#### Entrenamientos libres
La ronda comenzó el día 30 de agosto con la sesión de práctica, la cual empezó a las 13:00 hora local. Los entrenamientos finalizaron a falta de 5 minutos, debido a que Ralph Boschung detuvo su automóvil en medio de la pista. El líder del campeonato, de Vries, finalizó en la primera posición mientras que su rival terminó en la segunda a más de 35 centésimas; Latifi, además disputó la primera sesión de entrenamientos libres de Fórmula 1 con el equipo Williams, la cual terminó 30 minutos antes de la sesión de entrenamientos de la Fórmula 2.
Resultados
| Pos. | N.º | Piloto              | Escudería      | Tiempo   | Diferencia | Vueltas |
| ---- | --- | ------------------- | -------------- | -------- | ---------- | ------- |
| 1    | 4   | Nyck de Vries       | ART Grand Prix | 1:59.509 | —          | 12      |
| 2    | 6   | Nicholas Latifi     | DAMS           | 1:59.892 | +0.383     | 11      |
| 3    | 1   | Louis Delétraz      | Carlin         | 2:00.008 | +0.499     | 12      |
| 4    | 5   | Sérgio Sette Câmara | DAMS           | 2:00.258 | +0.749     | 12      |
| 5    | 15  | Jack Aitken         | Campos Racing  | 2:00.460 | +0.951     | 9       |

Fuente: Fórmula 2.

#### Clasificación
Luego de más de 3 horas finalizada la práctica, comenzó la sesión de clasificación. Luego de unos minutos empezada la sesión, se interrumpió con una bandera roja que causó Callum Ilott, debido a que detuvo su monoplaza en medio de la recta de meta. Cuando volvió la bandera verde en la pista faltaban casi 24 minutos, al continuar la sesión Nyck de Vries se colocó en la primera posición provisional, por solo 17 milésimas sobre el tiempo que marcó Nobuharu Matsushita. Detrás de ellos se colocaron Zhou, Deletraz y Schumacher. A falta de pocos minutos para acabar la sesión, y con algunos pilotos mejorando sus tiempos, Sean Gelael perdió el control de su monoplaza e impacto contra las barreras de protección, causando la segunda bandera roja de la clasificación. Tras esto, la sesión no se reanudó, por lo que de Vries se quedó con la pole tras mejorar su tiempo antes de la bandera roja, Sérgio Sette Câmara completó la primera fila para la carrera larga, el top 5 fue completado por Jack Aitken, Matsushita y Delétraz.
Más adelante, se dio a conocer una sanción para ambos pilotos de la escudería MP Motorsport, Jordan King y Mahaveer Raghunathan, los participantes fueron penalizados con tres posiciones en la parrilla de salida por no disminuir la velocidad bajo condiciones de bandera amarilla durante esta sesión. King, quien originalmente marcó el octavo el mejor tiempo, fue enviado a la undécima posición, mientras que su compañero clasificó en la posición 18 y fue ubicado en la decimonovena plaza. Ilott, quien tuvo un fallo mecánico y no pudo marcar un tiempo, fue autorizado a participar de la carrera larga, saliendo desde la última posición, la vigésima.
Resultados
| Pos. | N.º | Piloto               | Equipo                        | Tiempo     | Parrilla |
| ---- | --- | -------------------- | ----------------------------- | ---------- | -------- |
| 1    | 4   | Nyck de Vries        | ART Grand Prix                | 1:58.304   | 1        |
| 2    | 5   | Sérgio Sette Câmara  | DAMS                          | 1:58.576   | 2        |
| 3    | 15  | Jack Aitken          | Campos Racing                 | 1:58.785   | 3        |
| 4    | 2   | Nobuharu Matsushita  | Carlin                        | 1:58.832   | 4        |
| 5    | 1   | Louis Delétraz       | Carlin                        | 1:58.910   | 5        |
| 6    | 9   | Mick Schumacher      | PREMA Racing                  | 1:59.141   | 6        |
| 7    | 3   | Nikita Mazepin       | ART Grand Prix                | 1:59.142   | 7        |
| 8    | 16  | Jordan King          | MP Motorsport                 | 1:59.366   | 11*      |
| 9    | 7   | Guanyu Zhou          | UNI-Virtuosi Racing           | 1:59.425   | 8        |
| 10   | 8   | Luca Ghiotto         | UNI-Virtuosi Racing           | 1:59.614   | 9        |
| 11   | 6   | Nicholas Latifi      | DAMS                          | 1:59.747   | 10       |
| 12   | 20  | Giuliano Alesi       | Trident                       | 1:59.961   | 12       |
| 13   | 19  | Anthoine Hubert      | BWT Arden                     | 2:00.005   | 13       |
| 14   | 21  | Ralph Boschung       | Trident                       | 2:00.030   | 14       |
| 15   | 12  | Juan Manuel Correa   | Sauber Junior Team by Charouz | 2:00.250   | 15       |
| 16   | 10  | Sean Gelael          | PREMA Racing                  | 2:00.327   | 16       |
| 17   | 14  | Marino Sato          | Campos Racing                 | 2:01.185   | 17       |
| 18   | 17  | Mahaveer Raghunathan | MP Motorsport                 | 2:01.226   | 19*      |
| 19   | 18  | Tatiana Calderón     | BWT Arden                     | 2:03.224   | 18       |
| 20   | 11  | Callum Ilott         | Sauber Junior Team by Charouz | Sin tiempo | 20       |

Fuente: Fórmula 2.

### Carrera larga
La carrera larga iba a comenzar a las 16:45 en el segundo día de la ronda, 31 de agosto, pero fue retrasada 15 minutos debido a que dos banderas en la clasificación de la Fórmula 1 demoraron también el final de esta, finalmente la primera carrera comenzó a las 17:00.

#### Comienzo
Tras empezar la carrera, Nyck de Vries se mantuvo en la primera posición, con Louis Delétraz, Jack Aitken y Sérgio Sette Câmara detrás de él, mientras que su rival de campeonato, Nicholas Latifi, sufrió un pinchazo en uno de sus neumáticos, dejándolo en la última posición y obligándolo a dirigirse a la calle de boxes.

#### Accidente
Al llegar la segunda vuelta, Giuliano Alesi perdió el control de su monoplaza en la curva 3 del circuito, Eau Rouge/Raidillon, e impactó contra las protecciones de la parte izquierda de la curva 4, Raidillon, y volvió a incorporarse a la pista, al mismo tiempo, Ralph Boschung disminuyó su velocidad y esquivó con éxito a Alesi por el lado derecho del circuito, Anthoine Hubert colisionó con la parte trasera del vehículo de Boschung, y luego impactó y rebotó contra las barreras de protección de la parte derecha de la curva y regresó involuntariamente de forma perpendicular hacia el circuito, Juan Manuel Correa no pudo evitar la colisión con Hubert y se encontró con él a alta velocidad, dejando al automóvil de Hubert partido a la mitad, y al de Correa boca abajo. El accidente también involucró de forma menor a Marino Sato, quien pudo salir por sus propios medios del vehículo. Inmediatamente después del accidente, se mostró la bandera roja para que los servicios médicos acudan al lugar del hecho y unos minutos más tarde se suspendió la reanudación la carrera.
Pasada más de una hora y media sin noticias oficiales sobre Alesi, Correa y Hubert, finalmente la Federación Internacional del Automóvil comunicó que Anthoine Hubert, piloto de 22 años de la escudería BWT Arden e integrante de la Academia de Renault Sport, falleció a las 18:35 en el centro médico del circuito a causa de las heridas sufridas mientras que Alesi fue dado de alta. Por el lado de Juan Manuel Correa, fue trasladado de manera estable al hospital CHU de Lieja, más adelante se conoció que sufrió fracturas en ambas piernas y una lesión vertebral menor, por lo que se le practicó una cirugía, la cual no tuvo consecuencias negativas. Correa fue transportado el 3 de septiembre a una unidad de cuidados intensivos ubicada en Londres (Reino Unido), donde continuó estable, pero en coma inducido, además de ser diagnosticado con un síndrome de dificultad respiratoria aguda.

## Reacciones
En consecuencia con la muerte de Hubert, la categoría anunció el mismo día la suspensión de la carrera corta, a realizarse el día siguiente, 1 de septiembre. Paralelamente, diferentes pilotos, escuderías, categorías y diferentes personalidades de automovilismo expresaron su dolor en redes sociales, entre ellos se encuentran Lewis Hamilton heptacampeón de la Fórmula 1, y en ese momento líder de la temporada 2019 de dicha categoría, Renault F1 Team, escudería de Fórmula 1, Jean Todt presidente de la FIA, entre muchos otros.
En la carrera de Fórmula 1 se realizaron varios homenajes, en la previa se brindó un minuto de silencio con los pilotos rodeando el casco utilizado por Hubert. Todos los vehículos utilizaron un  sticker con la leyenda «19 Racing for Anthoine», el número 19 debido a que fue el dorsal utilizado por Hubert en el campeonato actual de Fórmula 2, luego en la vuelta 19 de la competencia el público presente en las tribunas brindo una ovación de pie. Charles Leclerc el ganador de la prueba, le dedicó la victoria al piloto fallecido, con quien compitió de joven, y en el momento del podio, no se desparramó el champán, como usualmente se hace. Mientras que en otras categorías importantes también se brindaron homenajes, como en las 4 Horas de Silverstone del Campeonato Mundial de Resistencia de la FIA, y en la ronda de Portland de IndyCar Series,
Christian Horner, hijo del dueño del equipo Arden International Motorsport, reveló que la escudería competirá en la ronda de Monza, prueba que se disputará el fin de semana siguiente a la ronda belga, solamente con el monoplaza de Tatiana Calderón, quien fuera compañera de Hubert durante todo el campeonato. Sauber Junior Team tampoco puso un reemplazante para Correa. Callum Ilott fue el único piloto de la escudería en Monza.

## Clasificaciones tras la ronda
Debido a que no se otorgaron puntos debido a la cancelación de ambas carreras, el único cambio con respecto a la ronda anterior fueron las 4 unidades de la pole position, que logró Nyck de Vries, beneficiando también a su escudería ART Grand Prix.
| Pos. | Piloto              | Puntos | Cambios     |
| ---- | ------------------- | ------ | ----------- |
| 1    | Nyck de Vries       | 200    | Sin cambios |
| 2    | Nicholas Latifi     | 166    | Sin cambios |
| 3    | Sérgio Sette Câmara | 141    | Sin cambios |
| 4    | Luca Ghiotto        | 135    | Sin cambios |
| 5    | Jack Aitken         | 134    | Sin cambios |

| Pos. | Escudería           | Puntos | Cambios     |
| ---- | ------------------- | ------ | ----------- |
| 1    | DAMS                | 307    | Sin cambios |
| 2    | UNI-Virtuosi Racing | 242    | Sin cambios |
| 3    | ART Grand Prix      | 206    | Sin cambios |
| 4    | Campos Racing       | 164    | Sin cambios |
| 5    | Carlin              | 145    | Sin cambios |

### Citas
1. 1 2 3 4  «Preview Round 9». Fórmula 2 (en inglés). Formula Motorsport Limited. 29 de agosto de 2019. Archivado desde el original el 29 de agosto de 2019. Consultado el 29 de agosto de 2019.
2. 1 2  Balseiro, Jesús (31 de agosto de 2019). «Fallece Hubert tras un fortísimo accidente en la F2 de Spa». As. Consultado el 31 de agosto de 2019.
3. 1 2  Benyon, Jack (31 de agosto de 2019). «El piloto Anthoine Hubert falleció en Spa». Motorsport.com. Consultado el 31 de agosto de 2019.
4. 1 2  «Trágico accidente en la Fórmula 2: murió el piloto francés Anthoine Hubert en un choque en cadena». Infobae. 31 de agosto de 2019. Consultado el 31 de agosto de 2019.
5. ↑  «Sato to debut in F2 with Campos Racing». Fórmula 2 (en inglés). Formula Motorsport Limited. 27 de agosto de 2019. Archivado desde el original el 2 de septiembre de 2019. Consultado el 27 de agosto de 2019.
6. ↑  «SPA‐FRANCORCHAMPS EVENT» (PDF). Federation Internationale de l'Automobile (en inglés). 29 de agosto de 2019. Consultado el 2 de septiembre de 2019.
7. ↑  «The regulations». Fórmula 2 (en inglés). Archivado desde el original el 2 de diciembre de 2017. Consultado el 3 de junio de 2018.
8. ↑  «F2 AND F3 BACK IN ACTION AT SPA WITH MEDIUM AND SOFT PIRELLI TYRES». Pirelli & C. S.p.A. Consultado el 2 de septiembre de 2019.
9. ↑  Vázquez, Ana (5 de agosto de 2019). «Muere Jean-Paul Driot, el fundador de DAMS». SoyMotor.com. Consultado el 2 de septiembre de 2019.
10. 1 2  «De Vries dominant in Round 9 opener». Fórmula 2 (en inglés). Formula Motorsport Limited. 30 de agosto de 2019. Archivado desde el original el 1 de septiembre de 2019. Consultado el 2 de septiembre de 2019.
11. ↑  Daniel Mora, Jiménez (22 de agosto de 2019). «Tatiana Calderón to drive the Alfa Romeo C32 in Paul Ricard alongside Juan Manuel Correa». MOTORLAT.com (en inglés). Consultado el 3 de septiembre de 2019.
12. ↑  Rivilla, Víctor (27 de agosto de 2019). «Calderón y Correa han "cumplido" los objetivos de Alfa Romeo». SoyMotor.com. Consultado el 3 de septiembre de 2019.
13. ↑  «Calderón and Correa perform well in Paul Ricard Test». Alfa Romeo Racing (en inglés) (Sauber Group). 27 de agosto de 2019. Consultado el 3 de septiembre de 2019.
14. ↑  «Driver Standings - Formula 2 2019». Fórmula 2 (en inglés). Formula Motorsport Limited. Archivado desde el original el 4 de agosto de 2019. Consultado el 27 de agosto de 2019.
15. ↑  «Team Standings - Formula 2 2019». Fórmula 2 (en inglés). Formula Motorsport Limited. Archivado desde el original el 4 de agosto de 2019. Consultado el 27 de agosto de 2019.
16. 1 2 3  «Belgium timetable». Fórmula 1 (en inglés). Formula One World Championship Limited. Consultado el 2 de septiembre de 2019.
17. ↑  «Williams en el GP de Bélgica F1 2019: Viernes». SoyMotor.com. 30 de agosto de 2019. Consultado el 2 de septiembre de 2019.
18. 1 2  «Results». Fórmula 2 (en inglés). Formula Motorsport Limited. Consultado el 30 de agosto de 2019.
19. ↑  «De Vries tops red hot Qualifying session». Fórmula 2 (en inglés). Formula Motorsport Limited. 30 de agosto de 2019. Archivado desde el original el 1 de septiembre de 2019. Consultado el 2 de septiembre de 2019.
20. ↑  Barazal, Carlos (30 de agosto de 2019). «De Vries logra la pole en Spa para la F2». Motorsport.com. Consultado el 2 de septiembre de 2019.
21. ↑  «Grid drop penalties for MP Motorsport duo». Fórmula 2 (en inglés). Formula Motorsport Limited. 30 de agosto de 2019. Archivado desde el original el 30 de agosto de 2019. Consultado el 30 de agosto de 2019.
22. ↑  Balseiro, Jesús (31 de agosto de 2019). «Desastre y eliminación en Q1 para Carlos Sainz, que saldrá 16º». As. Consultado el 2 de septiembre de 2019.
23. ↑  «Due to  @F1 's qualifying finishing late, our race start time has been delayed by 15 minutes  ⏰ We will get rolling at 17:00 (CEST)». Fórmula 2 en Twitter. 31 de agosto de 2019. Consultado el 2 de septiembre de 2019.
24. ↑  Gillard, Aaron (31 de agosto de 2019). «Formula 2 Feature Race At Spa Cancelled Following Huge Incident». TheCheckeredFlag.co.uk (en inglés). Archivado desde el original el 1 de septiembre de 2019. Consultado el 2 de septiembre de 2019.
25. ↑  «F2 star Anthoine Hubert killed in horror crash at Spa-Francorchamps as one car appears to split in two in Belgian GP». TheSun.co.uk (en inglés). 2 de septiembre de 2019. Consultado el 2 de septiembre de 2019.
26. ↑  «Salen a la luz nuevas imágenes que explican el accidente mortal de Hubert». Marca. 2 de septiembre de 2019. Consultado el 2 de septiembre de 2019.
27. ↑  «Spa F2 race cancelled after horrific accident». Motorsport.com (en inglés). 31 de agosto de 2019. Archivado desde el original el 31 de agosto de 2019. Consultado el 31 de agosto de 2019.
28. ↑  «Juan Manuel Correa Update». Fórmula 2 (en inglés). Formula Motorsport Limited. 1 de septiembre de 2019. Archivado desde el original el 26 de febrero de 2020. Consultado el 2 de septiembre de 2019.
29. ↑  Vázquez, Ana (2 de septiembre de 2019). «Juan Manuel Correa comienza su recuperación tras el accidente de Spa». SoyMotor.com. Consultado el 2 de septiembre de 2019.
30. ↑  Ramírez, Luis (2 de septiembre de 2019). «Correa se mantiene en cuidados intensivos». Motorsport.com. Archivado desde el original el 3 de septiembre de 2019. Consultado el 2 de septiembre de 2019.
31. ↑  «Juan Manuel Correa continuará su recuperación en el Reino Unido». ElComercio.com (Grupo EL COMERCIO de Ecuador). Agencia EFE. 3 de septiembre de 2019. Consultado el 3 de septiembre de 2019.
32. ↑  «Juan Manuel Correa, en “coma inducido” por el accidente mortal de hace una semana en la F2». Clarín. 7 de septiembre de 2019. Consultado el 8 de septiembre de 2019.
33. ↑  «STATEMENT». Fórmula 2 (en inglés). Formula Motorsport Limited. 31 de agosto de 2019. Archivado desde el original el 2 de septiembre de 2019. Consultado el 31 de agosto de 2019.
34. ↑  «El mundo del motor muestra su pesar por la muerte de Anthoine Hubert». Marca. 31 de agosto de 2019. Consultado el 2 de septiembre de 2019.
35. ↑  Mitchell, Scott (31 de agosto de 2019). «Hamilton leads tributes to "hero" Hubert». Motorsport.com (en inglés). Consultado el 2 de septiembre de 2019.
36. ↑  «Heartbreaking sadness for the tragic passing of Anthoine Hubert during the  @FIA_F2  race in  @circuitspa  . From the  @FIA , my deepest condolences to his family and the Arden team. All our thoughts for the best recovery are with  @JMCorrea__ , seriously injured in the crash.». Jean Todt on Twitter (en inglés). 31 de agosto de 2019. Consultado el 2 de septiembre de 2019.
37. ↑  «Sobrecogedor minuto de silencio en memoria de Anthoine Hubert». Mundo Deportivo. 1 de septiembre de 2019. Consultado el 2 de septiembre de 2019.
38. ↑  Mitchell, Scott (1 de septiembre de 2019). «Leclerc: "difícil" disfrutar la victoria tras la tragedia de Hubert». Motorsport.com. Consultado el 2 de septiembre de 2019.
39. ↑  Richards, Giles (1 de septiembre de 2019). «Charles Leclerc claims Belgian Grand Prix for first victory in F1». TheGuardian.com. Consultado el 2 de septiembre de 2019.
40. ↑  «"Racing for Anthoine", el mensaje de los pilotos de Fórmula 1 en Bélgica en memoria de Hubert». laSexta. 1 de septiembre de 2019. Consultado el 2 de septiembre de 2019.
41. ↑  «Minute of silence from all of us at Silverstone in memory of Anthoine Hubert who sadly passed away yesterday.». WEC on Twitter. 1 de septiembre de 2019. Consultado el 2 de septiembre de 2019.
42. ↑  «The @IndyCar Series paid tribute after practice 3 to Anthoine Hubert with a moment of silence.». IndyCar on NBC on Twitter. 31 de agosto de 2019. Consultado el 2 de septiembre de 2019.
43. ↑  Muñoz, Jesús (2 de septiembre de 2019). «No habrá sustituto de Hubert en Monza: Arden alineará un coche». SoyMotor.com. Consultado el 2 de septiembre de 2019.
44. ↑  Benyon, Jack (2 de septiembre de 2019). «Arden irá solo con Tatiana Calderón a Monza». Motorsport.com. Consultado el 2 de septiembre de 2019.
45. ↑  «Single car entry for Sauber Junior Team at Monza». Fórmula 2 (en inglés). Formula Motorsport Limited. 4 de septiembre de 2019. Archivado desde el original el 5 de septiembre de 2019. Consultado el 5 de septiembre de 2019.
46. ↑  «Drivers' Championship». Federation Internationale de l'Automobile (en inglés). Consultado el 5 de septiembre de 2019.
47. ↑  «Teams' Championship». Federation Internationale de l'Automobile (en inglés). Consultado el 5 de septiembre de 2019.

- Datos: Q66771586